# بهشتیه
بهشتیه یکی از گورستان‌های یهودیان ایران است که در منطقهٔ خاوران تهران واقع شده‌است. این گورستان که ۷۰٬۹۰۵ وسعت دارد در سال ۱۳۱۵ تأسیس شد. از «بدانسکی» اهل روسیه به عنوان طراح این گورستان نام برده شده‌است. تعدادی از مهاجرین لهستانی جنگ جهانی دوم در قطعهٔ یهودیان لهستانی این گورستان دفن شده‌اند.

## مرتبط
- مدفونان در بهشتیه